# 江戸生艶気樺焼
『江戸生艶気樺焼』（えどうまれうわきのかばやき）とは、黄表紙の作品のひとつ。全三冊、天明5年（1785年）刊行。山東京伝作・画。

## あらすじ

### 上巻
1 百万長者仇気屋の一人息子、艶二郎（えんじろう）は十九歳。生来好色で、新内節に登場する色男のように自分も浮名を流せたら死んでもいいなどと、馬鹿々々しいことを考えていた。
2 艶二郎は、近所の道楽息子北里喜之介（きたりきのすけ）や、たいこ（幇間）医者わる井志庵（しあん）とつるみ、様々な色事の工夫を凝らす。
3 艶二郎は情人の名を刺青にするのが好色の第一歩と思い、両腕や指の間にまで架空の情人の名を、痛みをこらえて彫り込んだ。
4 艶二郎は、役者などの家に熱狂的な女ファンが思い余って駆け込んでくるのを羨ましく思い、近所の芸者おゑんを五十両で雇い、自分の家に駆け込ませようと志庵に交渉させた。
5 艶二郎の家に駆け込んできたおゑんを見て、下女たちは「うちの若旦那に惚れるとは物好きな変り者だ」とささやきあった。艶二郎の父親は仕組まれた事とは知らず困惑し、ようよう女を帰らせる。
6 この噂はぱっと世間に広まるだろうと思いのほか、隣家にさえ伝わらなかったので艶二郎はがっかりし、終いには読売をひとり一両で雇い、おゑんの件を摺らせた瓦版を江戸中で売らせた。
7 艶二郎はくしゃみをするたびに、世間で自分のことを噂しているだろうと思ったが、町内でさえおゑんの件を知る者はない。この上は女郎買いをして浮名を流すしかないと考え、喜之介、志庵とともに吉原のうはき松屋という引手茶屋に行く。
8 艶二郎は浮名屋の浮名（うきな）という遊女を相手に決めて、浮名に惚れられるつもりで精一杯気取り、襦袢の襟元を整えたりするのであった。

### 中巻
9 艶二郎は女郎を買いに行っても、家で焼餅を焼く者がいないと張合いがないと思い、焼餅さえ焼くなら器量はどうでもよいと、四十近い女を仕度金二百両で妾に抱えた。
10 艶二郎は深川、品川、新宿をはじめ、ありとあらゆる岡場所で女郎を買ったけれど、浮名屋の浮名ほどの女郎はなかった。さて浮名と遊ぶにしても通り一遍では面白くないので、浮名の間夫（まぶ、女郎が商売っ気抜きで会いたがる愛人）になりたいと思ったが、浮名が承知するとも思えない。そこでわる井志庵が浮名の表向きの客になってこれを揚げ詰めにし、艶二郎は新造を買って浮名に会い、思い切りたくさん金を使いながらも、思うに任せぬところが何ともいえぬと喜ぶ。
11 艶二郎は『助六廓の家桜』の一節を思い出し、あのように禿（かぶろ、新造になる前の見習いの少女）や新造が馴染みの客を、ほかに行かせまいと縋り付くのをたいそう羨ましく思った。そこで新造や禿に頼み込んで、艶二郎が大門にいるところをわざと捕まえてもらうことにして、羽織くらいは敗れてもいいという約束で引きずられてゆく芝居をする。一方、新造や禿は艶二郎に人形を買ってもらう約束で、無駄口をたたきながら艶二郎を引きずってゆく。
12 艶二郎が数日ぶりに家に帰ると、待ち受けていた妾はここぞ奉公のしどころと、練習していた焼餅の台詞を存分にしゃべる。
13 艶二郎は、役者や女郎が名入りの提灯や手拭などを寺社に奉納するのと同じ心意気で、両国回向院の開帳に提灯を奉納しようと考え、北里喜之介を使いにして提灯屋に、浮名と自分の紋を重ねた比翼紋の提灯を注文した。また同じ比翼紋の手拭を呉服屋に注文し、それを人の多く集まるあちこちの神社に奉納した。大変な出費の上に何かの願掛けでもないので、このような奉納は何の考えもない浮気なものである。
14 艶二郎は芝居をみているうちに、色男というものは人からぶたれるものだと思い込み、しきりに人にぶたれたいと願うようになった。そこで地廻りの男をひとり三両の手間賃で四、五人雇い、吉原の人目の多いところでぶたれる手配をした。茶屋の二階では荻江藤兵衛（当時の吉原で有名な男芸者、荻江節の名手）にめりやすを唄わせ、ぶたれて乱れた髪は浮名に梳かせるつもり。月代には青黛（せいたい）を塗り、髪は毛がばらばらになるよう、あまり油をつけずに結い、たぶさを掴むとすぐに髷がほどけるようにしてぶたれた。ところが当たりどころを悪くして息も絶え絶えとなり、髪梳きどころか気付け薬よ鍼（はり）よという大騒ぎの末、やっと息をふきかえした。この時に艶二郎とはよほどの馬鹿者だ、という噂が少し流れた。
15 艶二郎は、金持ちだから皆が欲得づくでその頼みをきくのだという世間の噂を聞き、急に金持ちであることが嫌になった。何とか親から勘当されたいと願ったが、一人息子のことゆえなかなか叶わない。何とか母親の口添えで、七十五日を限りの勘当が認められた。
16 薬研堀の有名な芸者七、八人が艶二郎に雇われ、勘当が解かれるようにと浅草観音に裸足参り（百度参り）をする。なるほど裸足参りというものは、大方いい加減なもののようだ。

### 下巻
17 艶二郎はお望み通り勘当となったが、母親が金を必要なだけ送ってくるので一向に困らない。何か面白い商売をしたいと思い、本来は美男子のする地紙売（扇の地紙を入れた箱を担ぎ、粋な姿で市中を売り歩いた者）を夏が来る前から始め、一日中歩いて足に大きな豆をつくり、この商売に懲り懲りした。この時には大変な酔狂だという噂が立つ。
18 艶二郎がいよいよ図に乗ってあれこれするうちに、七十五日という勘当の期限が切れた。家からは毎日勘当を解くという知らせがきたが、艶二郎はまだ浮気なことがしたりない。そこで親類の口添えで、勘当を二十日延長してもらった。そして心中ほど浮気なものはない、女と心中しようと思い立ったが、相手の浮名が承知しないだろうから狂言で心中しようと考えた。まず千五百両で浮名を身請けし、心中に必要なものを買い集める。艶二郎と浮名の着る揃いの小袖には、「肩に金てこ裾には碇、質においても流れの身」という文句を染めぬく。これは呉服屋の思い付きである。二人の辞世の句を摺り物にして吉原中に配らせ、喜之介と志庵には二人が「南無阿弥陀仏」と言って死のうとする間際に止めてもらう段取りとした。
19 浮名は、嘘でも心中とは外聞が悪いと不承知だったが、艶二郎は首尾よくいったら好きな男と添わせてやろうと由良助みたいなことを言い、何とか納得させた。そしてこの秋の芝居興行では、艶二郎が金を出すという約束をして座元に頼み、桜田治助作の浄瑠璃でこの心中を芝居にするという。出演は門之助と路考。十中八九失敗しそうな芝居である。さらに普通の身請けでは色男らしくないと、駆落ちのつもりで女郎屋の二階の窓を壊し、そこから梯子をかけて二人は降りる。妓楼の若い者たちは金をもらい、この心中を方々に言いふらせと指図された。
20 最期の場所も粋で派手な場所がいいと、向島の三囲稲荷前の土手と決めておく。夜が更けてからでは気味が悪いので宵の内にやることになり、艶二郎が贔屓にした茶屋、舟宿の者、幇間、芸者が太々講（お伊勢参りで太々神楽を奉納した講中）でも見るように、袴や羽織の姿で大川橋まで二人を送り、多田の薬師 （現在の墨田区東駒形の辺り）で別れる。艶二郎は日頃の願いが叶ったと喜び勇んで浮名と道行、ここが最期と脇差を抜き（実は刀身は銀箔をかぶせた竹光）、南無阿弥陀仏と唱えた。するとそれを合図にして稲むらの陰よりあらわれたのは…黒装束の泥棒二人。艶二郎と浮名は泥棒に身ぐるみ剥がれ、真っ裸にされてしまった。
21 仇気やゑん二郎/浮名やうきな 道行興鮫肌（みちゆききょうもさめはだ）　艶二郎はふんどし一丁、浮名は腰巻一枚という姿で道行。艶二郎のくだらぬ心中事件の噂はこのとき世間へぱっと広がり、渋団扇の絵のネタにまでなったとさ。
22 日延べされた勘当の期限も切れていたので、心中に懲りた裸の艶二郎は浮名を連れてそのまま家に帰った。ところがそこには、最前泥棒に剥ぎ取られた着物が衣桁に掛かっている。艶二郎が不思議に思っていると、奥から父親の弥二右衛門と番頭の候兵衛が出てきて説教される（艶二郎たちを襲った泥棒とは、実は弥二右衛門と候兵衛であった）。艶二郎は初めて世の中というものがわかり真人間となり、浮名も艶二郎が醜男なのを我慢し夫婦となった。家の財産も充分なので追々繁昌して栄えたが、今までの事を山東京伝に頼んで草双紙にしてもらい、これを世に広め浮気な人への教訓の書としたそうだ。

## 解説
山東京伝（1763 - 1816年）は本名岩瀬醒（いわせさむる）、通称伝蔵。江戸深川木場に生まれ、のち京橋近くの銀座一丁目に家族とともに移る。「京」橋の「伝」蔵、略して京伝である。生涯に多くの戯作を手掛けた。初めて黄表紙をかいたのは安永7年（1778年）の『開帳利益札遊合』。『江戸生艶気樺焼』は京伝24歳の作で、挿絵も「北尾政演」の自画自作、版元は蔦屋重三郎であった。
本作の題名は「江戸前鰻の蒲焼」のもじり。主人公艶二郎は不細工な団子鼻で描かれ、この顔は様々な作品や京伝の自画像にも使われており、京伝鼻、艶二郎鼻といわれた。この艶二郎については当時の様々な人物がそのモデルであるとして取り上げられているが、いずれにせよ複数の人物をもとにして作り上げられたものだろうといわれている。
最後の場面22で艶二郎はこれまでの事を父弥二右衛門に、「若き時は血気いまだ定まらず、戒むる事いろいろありといふことを知らぬか。すべて案じが高ずると皆こうしたものだ…以後はきっとたしなみおれ」と叱られる。人間「案じ」（思い付き）が過ぎるとこうなるという話を、本作は面白おかしく滑稽に描き、その中で当時の有名人や流行した音曲、吉原の有様などの世相を取り上げている。また弥二右衛門に意見されて心を入れ替えた艶二郎は、自分のような馬鹿者がまた出ないようにと、京伝に頼んで自分のしたことを草双紙にしてもらったという。その草双紙こそこの『江戸生艶気樺焼』であるというオチで、いわゆるメタフィクションを思わせる趣向である。
本作は初版以降、 三度再版本が出ている。そのうち最も早く、寛政3年（1791年）頃に刊行されたとみられる再版本は、鏡台に掛かる柄鏡に登場人物を描いた絵題簽を表紙に貼ったもので、これと同時期の再版で同様の絵題簽を持つ京伝作の黄表紙が、『時代世話二挺鼓』を含め他に四種知られる。京伝著の洒落本『通言総籬』（天明7年刊行）には、「艶治郎ハ青楼（吉原）ノ通句也。予（京伝）去々春江戸生艶気蒲焼ト云、冊子ヲ著シテヨリ、己恍惚（ウヌボレ）ナル客を指テ云爾（シカイフ）」とあり、吉原に来るうぬぼれ客を艶治郎（艶二郎）とあだ名することがあったという。『山東京伝一代記』にも、「是より自惚といふものをさして艶二郎といふこと、江戸は勿論京大坂田舎迄も通言となり、予中年までいひし事也」とある。『通言総籬』は本作に出た艶治郎、北里喜之介、わる井志庵の三人を再び使い、やはり吉原の客とその様相を描いてみせたものである。さらに京伝は本作の続編として黄表紙『碑文谷利生四竹節』を天明9年（1789年）に出しており、艶二郎の息子うぬ太郎が登場する。ほかにも京伝の作以外の戯作に、艶二郎は取り上げられている。